# Tajgahök
Tajgahök (Tachyspiza gularis) är en asiatisk fågel i familjen hökar inom ordningen hökfåglar.

## Utseende
Tajgahöken är en mycket liten hök med en kroppslängd på endast 25-31,5 centimeter och är alltså påtagligt mindre än den vida spridda sparvhöken. I alla dräkter är de blekare banden på stjärten generellt bredare än de mörka, omvänt mot den i annars relativt lika besran (Accipiter virgatus). Hanen är mörkt blågrå ovan, blekt roströd till blekgrå på underisdan och en mörkt karmosinröd iris. Honan har brunare ovansida, vitaktig distinkt bandad undersida, ett otydligt vertikalt strupstreck samt gul iris.

## Utbredning och systematik
Artens häckningsområde ligger i östra Asien och sträcker sig ungefär från Altajbergen i ryska Sibirien över norra Mongoliet till östra Kina, Koreahalvön och Japan. Den övervintrar i Sydostasien.
Tajgahöken delas upp i tre underarter med följande utbredning:
- sibiricus – häckar från Mongoliet till östra Kina, övervintrar i Indien och Indonesien
- gularis – häckar på Sachalin och Kurilerna och i Japan, övervintrar på Filippinerna och i Indonesien
- iwasakii – förekommer på Iriomote och Ishigaki i södra Ryukyuöarna

### Släktskap
Arten placerades tidigare i släktet Accipiter. Genetiska studier visar dock att släktet så som det traditionellt är konstituerat är parafyletiskt, där kärrhökarna i Circus är inbäddade, men också släktena Erythrotriorchis och Megatriorchis. För att kärrhökarna ska kunna behållas i ett eget släkte delas därför Accipiter delas upp i flera mindre släkten, däriblamd Tachyspiza.

## Status och hot
Arten har ett stort utbredningsområde och en stor population med stabil utveckling. Utifrån dessa kriterier kategoriserar IUCN arten som livskraftig (LC).